# Bolíviai labdarúgó-szövetség
A Bolíviai labdarúgó-szövetség (FBF), spanyolul: Federación Boliviana de Fútbol a bolíviai labdarúgás vezető szervezete. Dél-Amerikában nyolcadikként, 1925-ben alapították. Egy évre rá lett a FIFA és a CONMEBOL tagja.
A szövetség működteti a bolíviai labdarúgó-válogatottat. Az FBF két tagszövetséget fog össze:
- A Bolíviai Hivatásos Labdarúgó Liga: Az élvonal 12 profi csapatát képviseli.
- Nemzeti Labdarúgó Szövetség (ANF): 9 tartományi szövetség Bolívia 9 tartománya alapján.